# Paniowce (obwód chmielnicki)
Paniowce (ukr. Панівці, Paniwci) – wieś na Ukrainie, w obwodzie chmielnickim, w rejonie kamienieckim; nad rzeką Smotrycz w pobliżu Kamieńca Podolskiego.
Współczesne Paniowce powstały z połączenia dwóch wsi Paniowce Niższe i Paniowce Wyższe 12 stycznia 1967. W 1998 wieś liczyła 1106 mieszkańców, a na jej terenie znajdowało się 408 domów.

## Historia
Pierwsza wzmianka o Paniowcach pochodzi z 1460 z przywileju Kazimierza Jagiellończyka zezwalającego biskupom kamienieckim na pobieranie dziesięciny. Paniowce Wyższe założył Mikołaj Potocki. Osada najprawdopodobniej korzystała z praw miejskich, funkcjonowały tu zbór kalwiński, szkoły i pierwsza na Podolu drukarnia w latach 1608–1611. Miejscowość znana z bitwy, w której 20–23 października 1633 hetman wielki koronny Stanisław Koniecpolski pobił armię turecką Abazy paszy.

## Zabytki
- zamek[2] – zbudował w 1590 Jan, syn Mikołaja Potockiego. Zamek wytrzymał oblężenie wojsk tureckich Osmana II w 1621 i Abazy paszy w 1633, lecz został zrujnowany w drugiej połowie XVII wieku.
- pałac zbudowany w 1848 r. przez Kaliksta Starzyńskiego, herbu Doliwa, urodzonego w 1790 r.[3]

## Urodzeni
- Iwan Semenowycz Bryniuk (ur. 6 września 1952) – ukraiński malarz

## Linki zewnętrzne

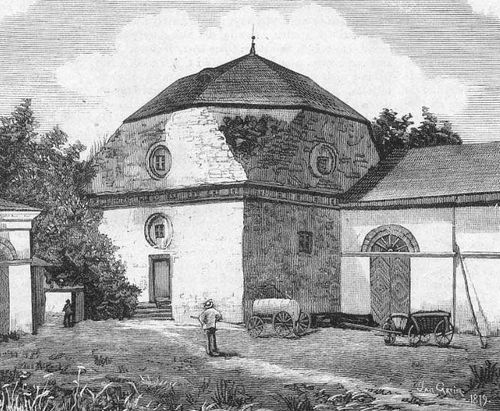
Nieistniejąca kaplica, akademia i drukarnia kalwińska w Paniowcach na rycinie z XIX wieku